# رایانه گو

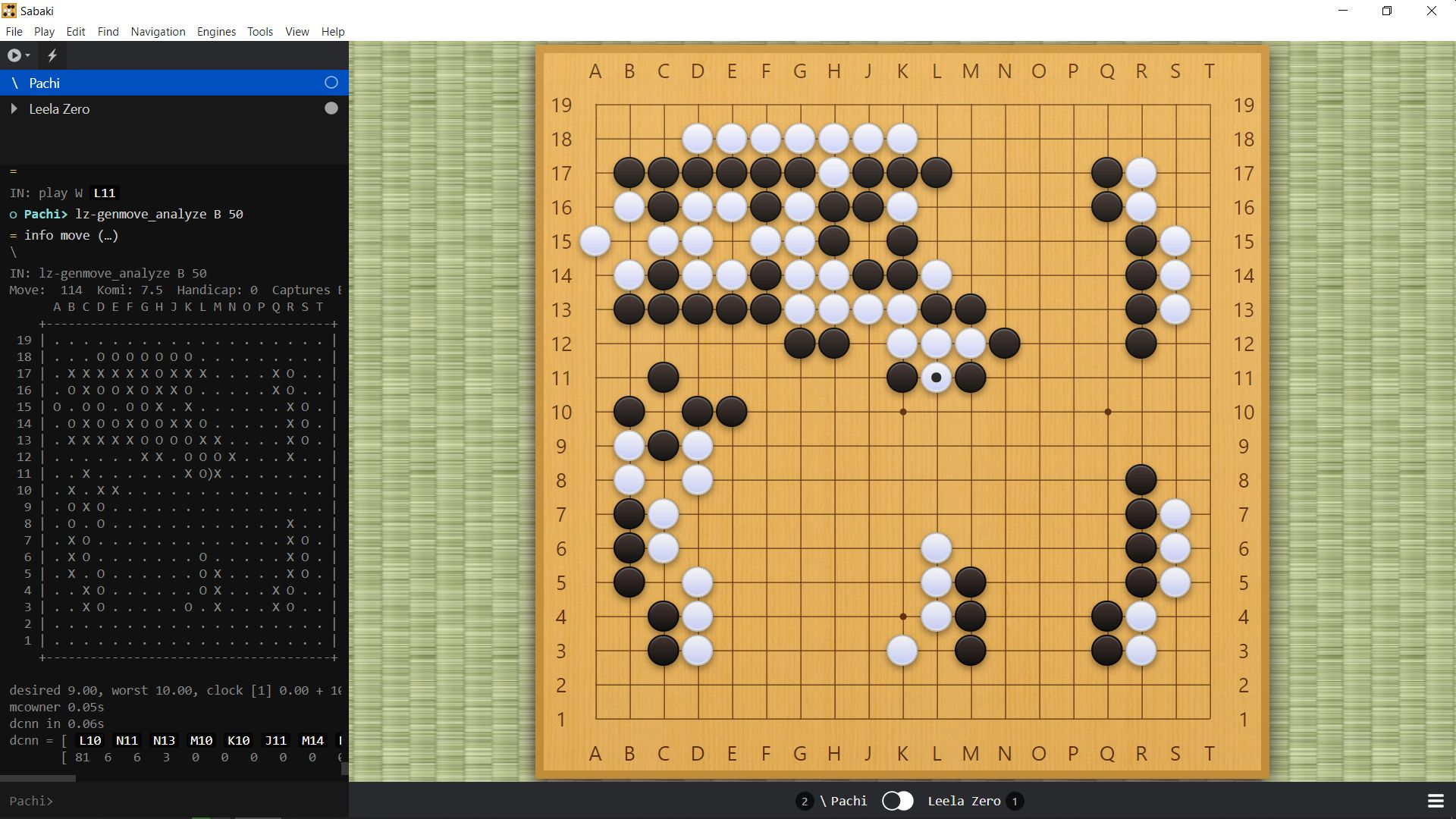
بازی دو موتور Pachi و Leela Zero در محیط Sabaki – نمونه‌ای از یک رقابت در حوزهٔ هوش مصنوعی بازی Go (Computer Go)

رایانه گو (انگلیسی: Computer Go) از شاخه‌های هوش مصنوعی است، که بعنوان برنامه رایانه‌ای در بازی رایانه‌ای گو استفاده می‌شود. بازی Go از دهه‌های پیش مورد توجه فعالان حوزه تحقیقات هوش مصنوعی بوده‌است و برنامه رایانه گو در سال ۲۰۱۷ با محصول آلفاگو، برنده ۳ بازی در برابر کی جی (بازیگر چینی) شد که در آن زمان ۲ سال پیاپی رتبه نخست جهان در بازی گو را در اختیار داشت.